# Schwarz-Weiß Essen
Schwarz-Weiß Essen – niemiecki klub piłkarski, grający obecnie w NRW-Lidze (odpowiednik piątej ligi), mający siedzibę w mieście Essen, leżącym w Nadrenii Północnej-Westfalii.

## Historia
- 11.04.1881 – został założony jako Essener TB 1881
- 1900 – założenie w klubie sekcji piłkarskiej
- 1924 – odłączenie się od klubu sekcji piłkarskiej jako SK Schwarz-Weiß Essen
- 1936 – połączył się z Essener TB tworząc ETB Schwarz-Weiß Essen
- 1974 – odłączenie się od klubu sekcji piłkarskiej jako Essener TB Schwarz-Weiß Fussball

## Historia herbu

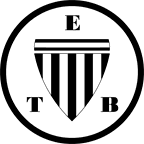
11.04.1881-1924
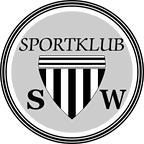
1924-1936
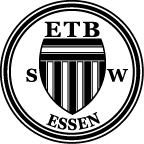
1936-2007
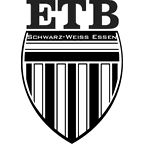
2007-2012
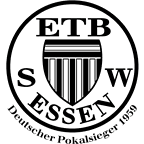
Od 2012

## Sukcesy
- 9 sezonów w Oberlidze West (1. poziom): 1951/52-1956/57, 1959/60 i 1961/62-1962/63.
- 11 sezonów w Regionallidze West (2. poziom): 1963/64-1973/74.
- 4 sezony w 2. Bundeslidze Nord (2. poziom): 1974/75-1977/78.
- Puchar Niemiec: 1959

## Reprezentanci kraju grający w klubie
|  | - Đorđe Pavlić - Albert Bollmann - Fritz Buchloh - Thomas Hörster - Eduard Hundt - Theo Klöckner - Hans Küppers |  | - Ernst Poertgen - Uwe Reinders - Heinz Steinmann - Günter Stephan - Horst Trimhold - Paul Winkler - Abdou Ouro-Akpo |